# 빅 배드 폭스
《빅 배드 폭스》(프랑스어: Le Grand Méchant Renard et autres contes...)는 2017년에 제작한 프랑스의 애니메이션 영화이다. 프랑스의 제42회 안시 국제 애니메이션 영화제의 오픈 에어 스크리닝 부문의 후보작이다.

## 출연진
- 카메레 압둘사독
- 쥘 비앙브뉘